# 1-й Восточный
1-й Восточный микрорайон — жилой массив в Долгинцевском районе города Кривой Рог Днепропетровской области.

## История
В декабре 1987 года начато строительство нового микрорайона в восточной части Долгинцевского района.
В июне 1988 года заселён первый дом.
В конце 1980-х годов заложен бульвар микрорайона.

## Характеристика
Жилой массив высотной застройки в восточной части Долгинцевского района на левом берегу реки Саксагань.
Бульвар микрорайона площадью 1,3 га имеет богатую растительность и места отдыха.
Площадь 40 000 м². Имеет 41 многоэтажный дом, в которых проживает 12,1 тысячи человек. Действуют школы № 81 и № 128, библиотека, сеть торговых заведений.
Есть улицы Водопьянова, Симонова и Европейский бульвар (ранее Кирова).